# Stefano Cavedagna
Stefano Cavedagna (ur. 9 grudnia 1989 w Bolonii) – włoski polityk, politolog i samorządowiec, poseł do Parlamentu Europejskiego X kadencji.

## Życiorys
W 2011 ukończył stosunki międzynarodowe na Uniwersytecie Bolońskim, na którym w tej samej dziedzinie w 2015 uzyskał magisterium. Doktoryzował się później w zakresie prawa europejskiego. W pracy zawodowej zajmował się komunikacją i mediami społecznościowymi.
W 2009 z ramienia Ludu Wolności został wybrany na radnego miejscowości San Lazzaro di Savena. Dołączył później do ugrupowania Bracia Włosi, powołano go na rzecznika krajowego do spraw młodzieży. W 2021 uzyskał mandat radnego Bolonii, objął funkcję przewodniczącego frakcji radnych swojej partii. W wyniku wyborów w 2024 wszedł w skład Parlamentu Europejskiego X kadencji.